# Hillsboro (Missisipi)
Hillsboro – jednostka osadnicza w Stanach Zjednoczonych, w stanie Missisipi, w hrabstwie Scott.